# Дуплексер
Дуплексер (дуплексный фильтр, от слова дуплекс, частотно-разделительный фильтр) — устройство, предназначенное для организации дуплексной радиосвязи с использованием одной общей антенны как для приёма, так и для передачи. Имеет три порта: для подключения антенны, радиоприёмного тракта (радиоприёмника) и радиопередающего тракта (передатчика). Широко используется для построения дуплексных ретрансляторов.
Дуплексер содержит два фильтра с непересекающимися окнами прозрачности амплитудно-частотных характеристик: окно прозрачности АЧХ одного фильтра соответствует полосе частот тракта приёма, другого — полосе частот тракта передачи. Используется пара полосно-пропускающих фильтров, реже — пара из ФНЧ и ФВЧ. «Антенные» порты фильтров соединяются параллельно, образуя антенный порт дуплексера. Фильтры проектируются и настраиваются совместно, поскольку простое соединение работоспособных фильтров приведет к расстройке каждого из них.
Принцип действия дуплексера состоит в следующем. Сигнал радиопередатчика проходит с минимальными потерями через фильтр тракта передачи и поступает в антенну. Этот сигнал задерживается фильтром тракта приёма, не выводит из строя радиоприёмник и не препятствует его нормальной работе. Одновременно сигнал в полосе частот тракта приёма, регистрируемый антенной, проходит с минимальными потерями через фильтр тракта приёма и поступает в радиоприёмник. Поскольку соединенный с этим фильтром параллельно фильтр тракта передачи в полосе частот приёма имеет малый коэффициент передачи, то мощность принятого сигнала практически не рассеивается (то есть не теряется) в тракте радиопередачи. Таким образом, принцип действия дуплексера основан на частотной селекции сигналов различных частот и отличается от принципа действия циркулятора и направленного ответвителя, которые разделяют сигналы по направлению распространения электромагнитных волн.
Электрические параметры дуплексера:
- качество согласования — частотные зависимости КСВ по каждому из портов и их максимальные значения в соответствующих полосах частот (при измерении неиспользуемые порты нагружаются на поглощающие нагрузки)
- развязка — частотные зависимости переходного затухания между каждой парой портов (неиспользуемый порт нагружается на поглощающую нагрузку), а также минимальные значения переходных затуханий в соответствующих полосах частот
- потери — частотные зависимости коэффициентов передачи из порта в порт в соответствующих полосах частот
- номинальные значения волнового сопротивления
- максимально допустимая мощность радиопередатчика

Термин дуплексер обычно обозначает фильтр для частотного разделения сигналов на одном диапазоне (с относительно близкими частотами), в то время как термины диплексер (объединение двух портов в один) и триплексер (объединение трех портов в один) обозначают фильтр, предназначенный для объединения (разделения) сигналов различных диапазонов частот.